# Tresor de Villena
El Tresor de Villena (en castellà Tesoro de Villena) és un tresor arqueològic trobat l'any 1963 i una de les troballes àuries més impressionants de l'edat del bronze europea. Està conformat per 59 peces d'or, plata, ferro i ambre que totalitzen un pes de quasi 10 kg. Eixa magnitud el converteix en el tresor de vaixella àuria més important d'Espanya i el segon de tot Europa, només superat pel de les Tombes Reials de Micenes (Grècia). A més, destaquen les peces de ferro, ja que són les més antigues descobertes a la península Ibèrica i corresponen a una fase en la qual el ferro es considerava metal preciós i, per tant, atresorable.
El va trobar el 1963 l'arqueòleg villener José María Soler prop de Villena, i des d'aleshores ha sigut la peça clau del Museu Arqueològic de Villena. El seu descobriment va ser publicat en la majoria dels mitjans espanyols i alguns de l'estranger, principalment a França, Alemanya i els Estats Units. L'original ha estat exposat a Madrid, Alacant, Tokio i Kyoto, i existeixen dues còpies de tot el conjunt que són usades per exposar-lo sense posar-lo en perill, mentre que el tresor es conserva permanentment a una vitrina blindada del Museu Arqueològic de Villena.

## Peces

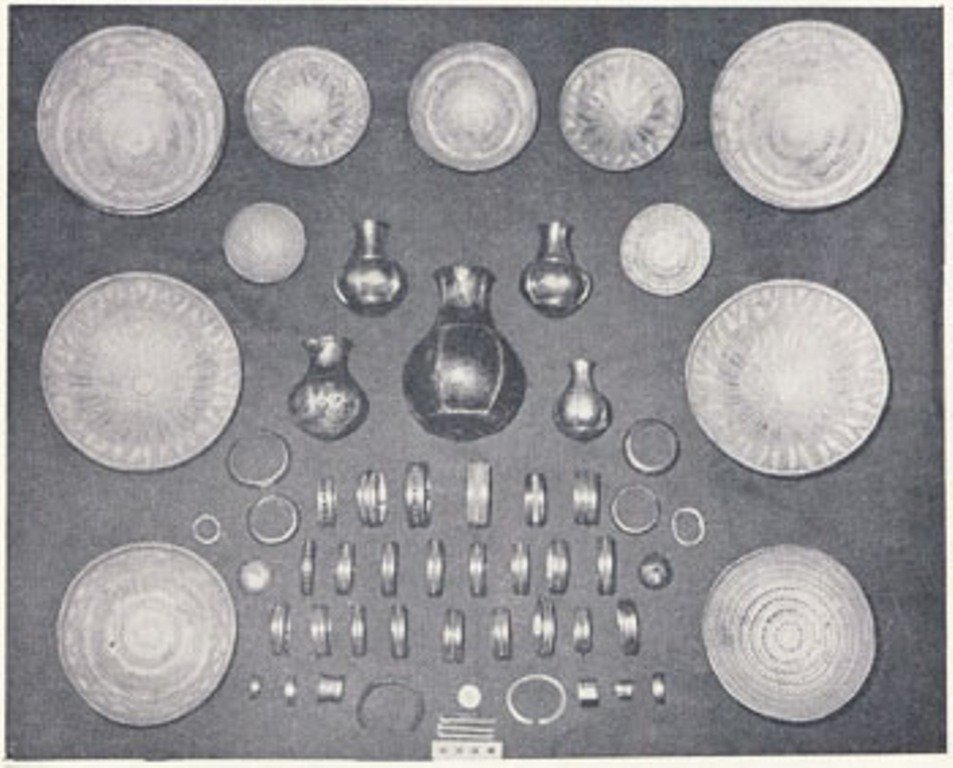
Conjunt complet de les peces que integren el tresor de Villena.

El tresor està format per 66 peces, 56 de les quals s'agrupen clarament per a formar 49 objectes diferenciats. Les altres 10 peces degueren pertànyer a objectes complexos dels quals foren arrancades i és difícil determinar-les, pel que cal considerar-les com a objectes individuals. Açò ens dona un total de 59 objectes la quantitat i pes dels quals es distribueix de la següent manera:
| Objecte | Quantitat           | Pes (grams)                                                      |
| --- | ------------------- | ---------------------------------------------------------------- |
| Braçalets d'or Braçalets de ferro Bols d'or Flascons d'or Flascons de plata Rematada o fermall de ferro i or Butó d'or i ambre Diversos Totals | 28 1 11 2 3 1 12 59 | 5.170,35 31,85 3.508,141 380,97 556,83 50,49 5,84 49,81 9.754,31 |

Es pot observar la gran preponderància dels braçalets, que constitueixen quasi la meitat del conjunt d'objectes i suposen el 54% del pes. Segueixen els bols, amb el 36% del pes. Els flascons d'or i plata suposen un 6% del total, mentre que els 15 objectes restants conformen només un 4% entre tots ells. La següent taula mostra la relació entre els materials utilitzats i el pes dels mateixos entre les peces del tresor:
|                 | Or         | Plata    | Ferro   | Ferro i or | Ambre | Totals     |
| Nombre de peces | 60         | 3        | 1       | 1          | 1     | 66         |
| Pes en grams    | 9.112,1252 | 556,8370 | 31,8574 | 50,4958    | 3     | 9.754,3154 |

Clarament el material més important és l'or, amb un 91% de les peces i un 93% del pes. La plata ocupa un lloc molt secundari, amb només el 4,5% de les peces i el 5,7% del pes. Les quantitats de ferro i ambre són pràcticament insignificants.

### L'or del tresor

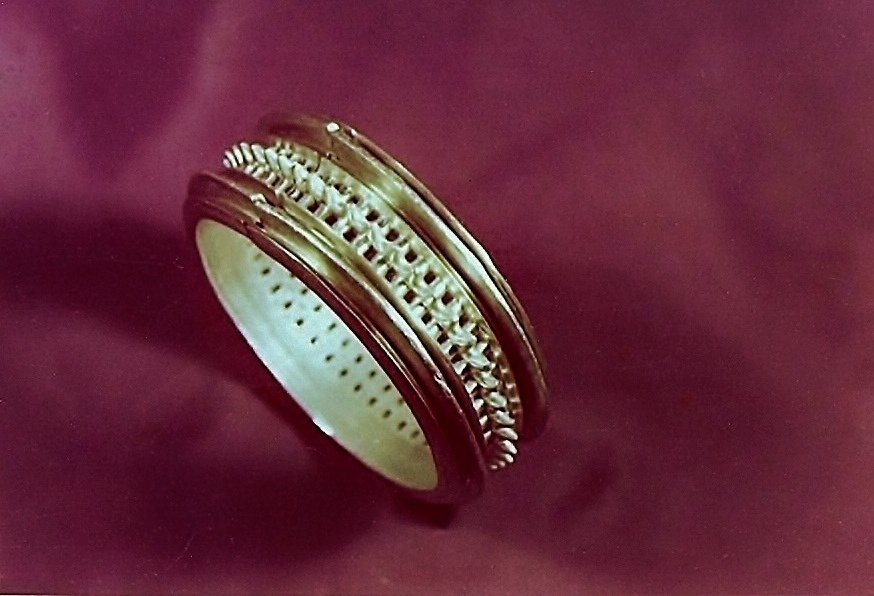
Braçalet número 28, un dels més interessants del conjunt.

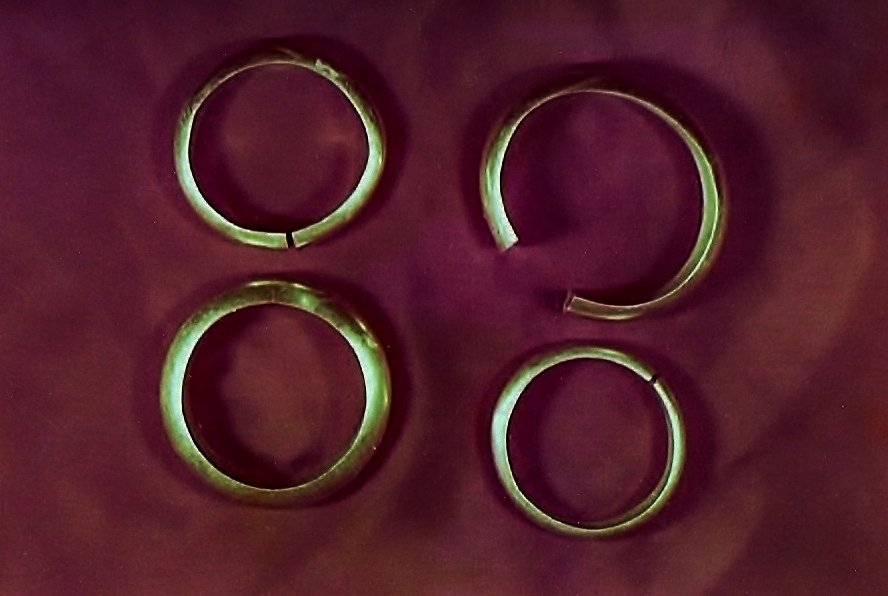
Braçalets llisos número 2, 3, 4 i 5.

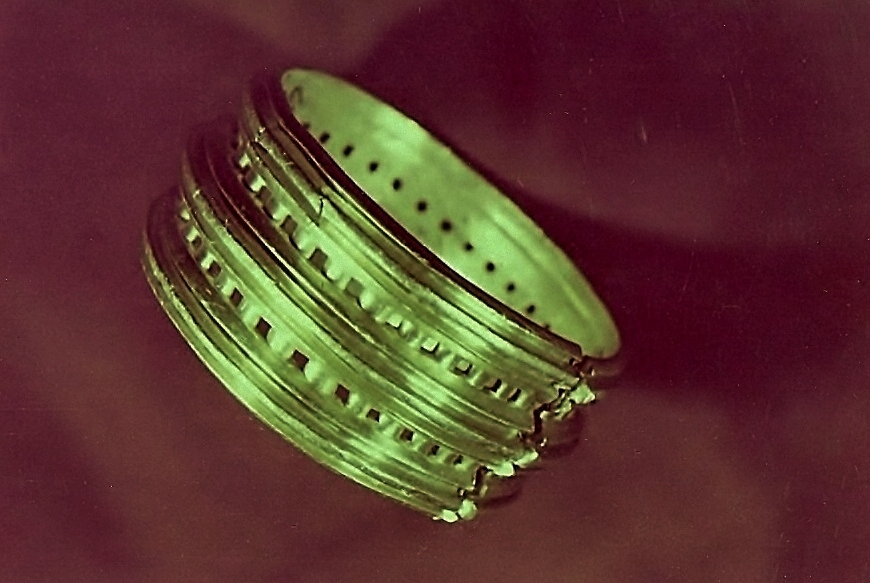
Braçalet amb calat doble i sense puntes número 23.

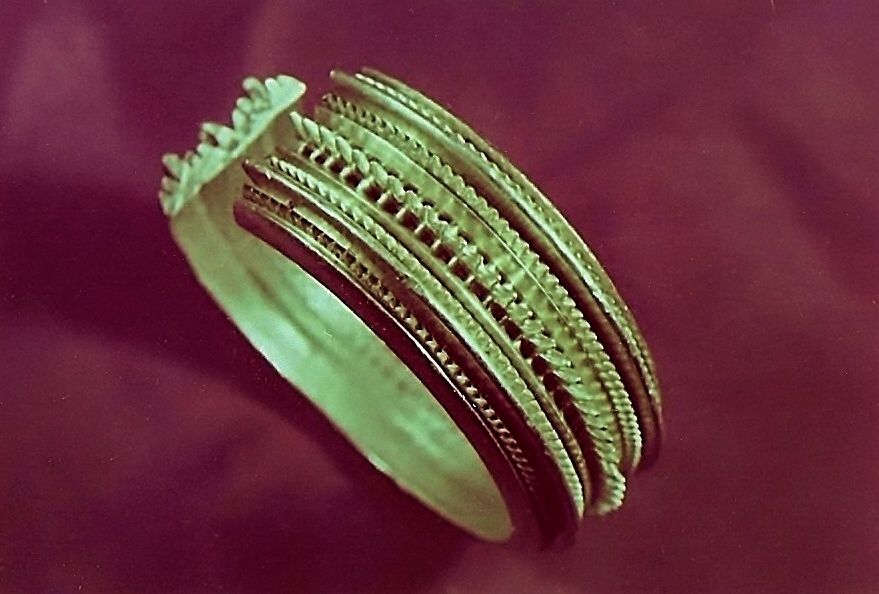
Braçalet número 29, la peça més complexa del conjunt.

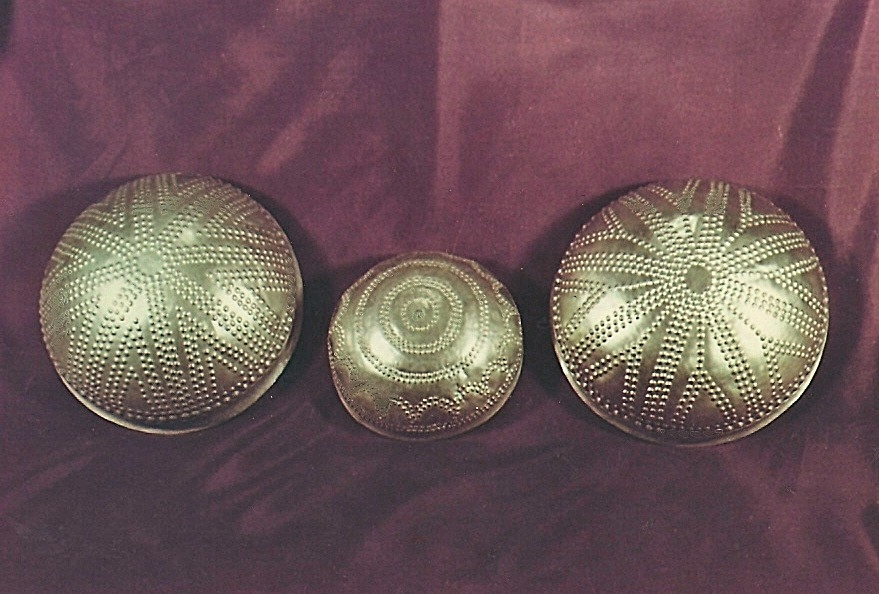
Bols d'or (peces 37, 36 i 38).

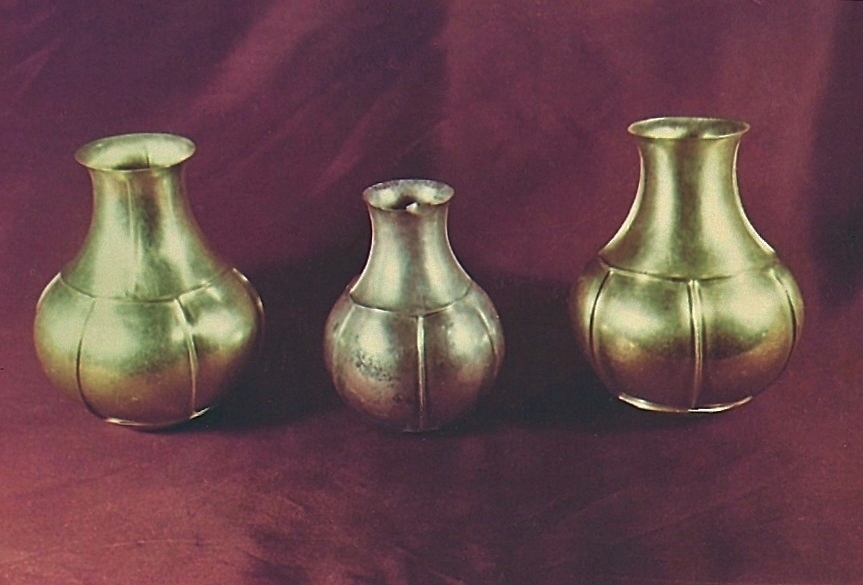
Els dos flascons d'or i un dels de plata (peces 41, 43 i 42).

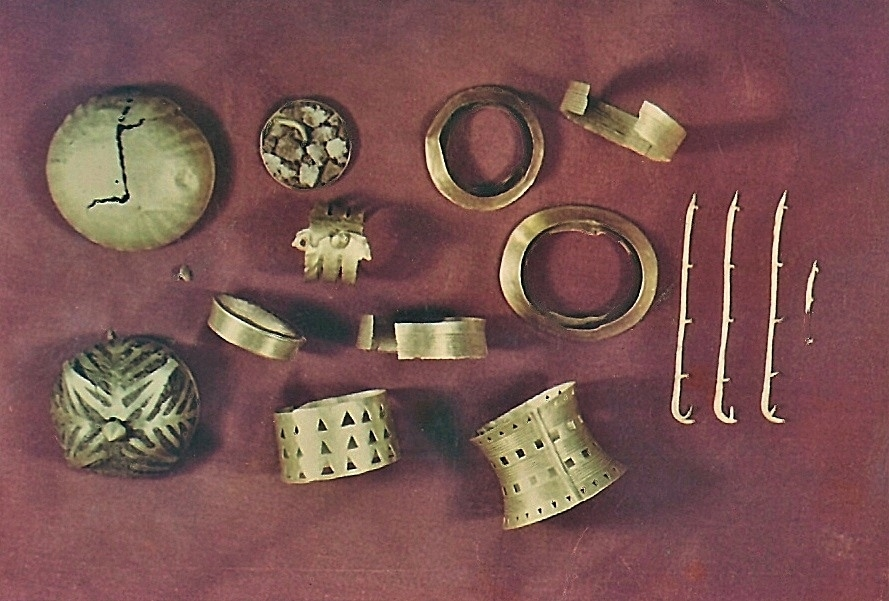
Fragments. Suposadament restes d'un ceptre o una espasa (objectes, de dreta a esquerra i de dalt a baix, 51, 48/50, 53, 61, 59, 60, 56/57, 55, 62, 63, 64, 65, 46/47, 58 i 52/54).

Entre les 66 peces del tresor n'hi ha tres de plata, dues de ferro i una d'ambre. Les restants són d'or, i d'elles se n'analitzaren 54 a càrrec del doctor Hartmann, del Winterberg-Landesmuseum de Stuttgart (Alemanya) el setembre de 1969. A la taula següent es mostra la composició d'aquestes peces (la proporció de plata es refereix al pes total de la peça, mentre que els restants metalls s'expressen en percentatges sobre l'or que conté):
| Peça           | número | plata    | coure | estany | níquel      | mercuri |
| Braçalet       | 2      | aprox. 6 | 0,26  | 0,26   | —           | —       |
| "              | 3      | " 6      | 0,12  | 0,14   | —           | —       |
| "              | 4      | " 4      | 0,28  | 0,14   | —           | —       |
| "              | 5      | " 13     | 0,34  | 0,15   | —           | —       |
| "              | 6      | " 8      | 0,37  | 0,34   | —           | —       |
| "              | 7      | " 6      | 0,17  | 0,15   | —           | —       |
| "              | 8      | " 5      | 0,22  | 0,17   | —           | —       |
| "              | 9      | " 7      | 0,17  | 0,18   | —           | —       |
| "              | 10     | " 5      | 0,24  | 0,28   | —           | —       |
| "              | 11     | " 6      | 0,22  | 0,17   | —           | —       |
| "              | 12     | " 4      | 0,30  | 0,11   | —           | —       |
| "              | 13     | " 7      | 0,29  | 0,29   | —           | —       |
| "              | 14     | " 5      | 0,19  | 0,12   | —           | —       |
| "              | 15     | " 7      | 0,17  | 0,074  | —           | —       |
| "              | 16     | " 7      | 0,36  | 0,12   | —           | —       |
| "              | 17     | " 4      | 0,04  | 0,013  | —           | —       |
| "              | 18     | " 8      | 0,37  | 0,062  | —           | —       |
| "              | 19     | " 5      | 0,16  | 0,28   | —           | —       |
| "              | 20     | " 9      | 0,27  | 0,21   | —           | —       |
| "              | 21     | " 11     | 0,62  | 0,17   | aprox. 0,02 | —       |
| "              | 22     | " 5      | 0,20  | 0,35   | —           | —       |
| "              | 23     | " 9      | 0,64  | 0,30   | —           | —       |
| "              | 24     | " 6      | 0,18  | 0,10   | —           | —       |
| "              | 25     | " 9      | 0,25  | 0,18   | —           | —       |
| "              | 26     | " 8      | 0,13  | 0,20   | —           | —       |
| "              | 27     | " 9      | 0,18  | 0,23   | —           | —       |
| "              | 28     | " 6      | 0,10  | 0,031  | —           | —       |
| "              | 29     | 5-10     | 0,24  | 0,11   | —           | —       |
| Bol            | 30     | 5-10     | 0,30  | 0,22   | —           | —       |
| "              | 31     | 10-15    | 0,70  | 0,18   | —           | —       |
| "              | 32     | 5-10     | 0,18  | 0,12   | —           | —       |
| "              | 33     | 5-10     | 0,24  | 0,12   | —           | —       |
| "              | 34     | 5-10     | 0,20  | 0,086  | —           | —       |
| "              | 35     | * 10     | 0,26  | 0,14   | —           | —       |
| "              | 36     | aprox. 4 | 0,15  | 0,068  | —           | —       |
| "              | 37     | " 6      | 0,25  | 0,087  | —           | Sp. (?) |
| "              | 38     | " 4      | 0,15  | 0,12   | —           | —       |
| "              | 39     | " 7      | 0,16  | 0,14   | —           | —       |
| "              | 40     | " 7      | 0,17  | 0,12   | —           | —       |
| Flascó         | 41     | " 6      | 0,32  | 0,16   | —           | —       |
| "              | 42     | " 4      | 0,16  | 0,11   | —           | —       |
| Fermall        | 46     | " 5      | 0,92  | 0,28   | 0,30        | —       |
| Passador       | 47     | " 3      | 0,20  | 0,17   | —           | —       |
| Montura        | 48     | " 6      | 0,11  | 0,18   | —           | —       |
| Fermall        | 51     | " 7      | 0,28  | 0,064  | —           | —       |
| Peça calada    | 52     | " 11     | 0,02  | 0,12   | —           | —       |
| Contera        | 53     | " 7      | 0,02  | 0,16   | —           | —       |
| "              | 55     | " 6      | 0,58  | 0,17   | —           | —       |
| Peça calada    | 56     | " 8      | 0,59  | 0,14   | —           | —       |
| "              | 58     | " 8      | 0,25  | 0,22   | —           | —       |
| Virolla incisa | 59     | " 4      | 1,20  | 0,31   | —           | —       |
| "              | 60     | " 5      | 0,22  | 0,20   | —           | —       |
| "              | 61     | " 6      | 0,25  | 0,20   | —           | —       |
| Lamineta       | 65     | " 4      | 0,05  | 0,22   | —           | —       |

D'acord amb Hartmann, la quantitat de plata que contenen totes les joies és d'origen natural i la seua proporció de coure la que existeix en l'or extret d'arenes fluvials. Ni el riu Segura ni el Vinalopó han sigut mai considerats aurífers, però no es pot descartar que ho hagen estat en altres temps. Figueras i Pacheco va parlar d'unes denúncies mineres al terme de Guardamar del Segura, mentre que Juan Bautista Carrasco adduu el testimoni de l'Estadística oficial per afirmar l'existència de mines d'or a Sant Fulgenci, i l'explicació del Mapa Geológico de España de 1951 afirma sobre el criador de coure de Santomera que és "una massa de prou consideració de pintes de coure, coures rojos, carbonats verd i blau i, no poques vegades or nadiu, precisament al contacte d'una erupció hipogènica".
També en època antiga s'ha parlat de la riquesa aurífera d'aquesta àrea. Francisco Diago, per exemple, comenta que a la Serra de Mariola (el límit meridional de la qual és la Peña Rubia de Villena), tenia Sext Mari les mines d'or que el van fer l'home més ric d'Espanya. Ibarra, per la seua part, comenta d'Elx que "en les entranyes de la seua terra el metall més preciós, que des dels primers temps ambicionà l'home i el que havia de despertar la seua cobdícia en explotar-lo en llunyanes edats, com ens donen eloqüent testimoni nombrosos treballs portats a terme a la Serra del Molar, en època desconeguda per tan remota". Per tant, per a Soler resulta cert que el Cabezo Redondo durant l'Edat del Bronze va ser un "riquísim focus cultural capaç d'irradiar la seua influència fins a regions molt llunyanes".

### Les peces de ferro
Els dos objectes de ferro (46/47 i 67) posseeixen gran interès, ja que es tracta dels objectes d'aquest material més antics apareguts a la península Ibèrica i corresponen a un estadi arcaic de l'ús d'aquest metall, quan hom el considerava un metall noble i, per tant, s'empra en elements d'orfebreria ornamental, una tesi que ja apuntà José María Soler.